# Cabeça (Seia)
Cabeça é uma aldeia integrada na União das Freguesias de Vide e Cabeça, Município de Seia, na antiga província da Beira Alta, região do Centro e sub-região da Serra da Estrela. 
Cabeça foi sede da extinta Freguesia de Cabeça que tinha 8,55 km² de área e 178 habitantes (2011), e, por isso, uma densidade populacional de 20,8 hab/km². Em 2013, esta freguesia foi extinta tendo sido aregada à Freguesia de Vide para formara a União das Freguesias de Vide e Cabeça com sede na aldeia de Vide, em resultado da reorganização administrativa das Freguesias, publicada em Diário da República (lei nº. 11-A/2013, de 28 de Janeiro).
Cabeça pertenceu ao concelho (desde o século XII), à paróquia (desde o século VI) e à freguesia de Loriga e durante muitos anos foi conhecida como São Romão do Casal da Cabeça. Foi elevada a freguesia por alvará do rei D. João VI de Portugal em 13 de janeiro de 1800. Em 12 de maio de 1806 teve a desanexação da paróquia de Loriga. 
A sua população vive, em grande parte, da agricultura e da pastorícia. 
Cabeça é uma aldeia de montanha conhecida como Cabeça, Aldeia Natal. Anualmente, na época do natal (Dezembro/Janeiro), as ruas e casas são decoradas de forma natalícia com materiais recicláveis da Natureza (giestas, cascas, musgo, varas de videira, etc) e luzes led. Pertence à rede de Aldeias de Montanha.

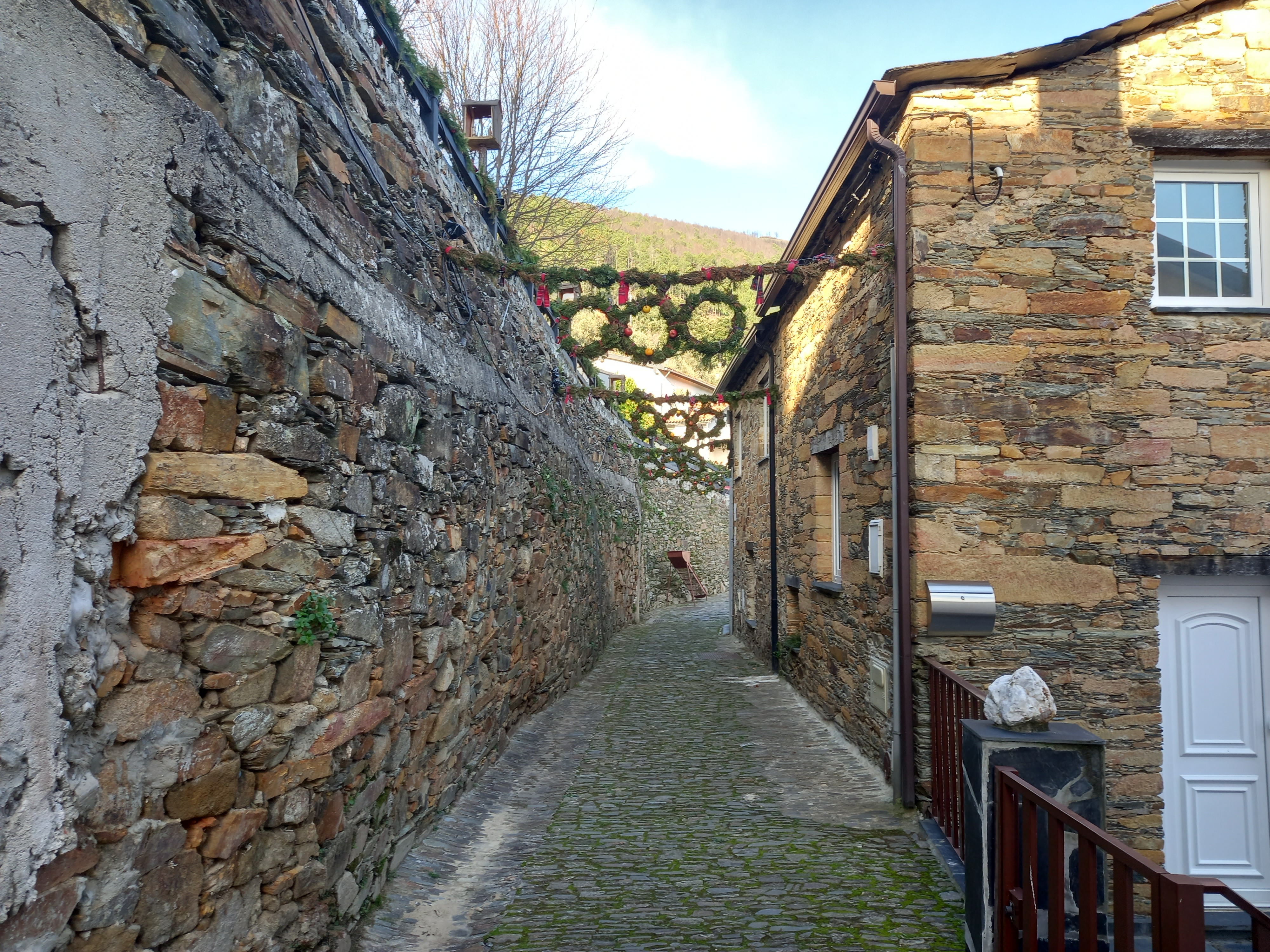
Cabeça, Aldeia Natal - Rua decorada

## População
| Totais e grupos etários | Totais e grupos etários | Totais e grupos etários | Totais e grupos etários | Totais e grupos etários | Totais e grupos etários | Totais e grupos etários | Totais e grupos etários | Totais e grupos etários | Totais e grupos etários | Totais e grupos etários | Totais e grupos etários | Totais e grupos etários | Totais e grupos etários | Totais e grupos etários | Totais e grupos etários |
| ----------------------- | ----------------------- | ----------------------- | ----------------------- | ----------------------- | ----------------------- | ----------------------- | ----------------------- | ----------------------- | ----------------------- | ----------------------- | ----------------------- | ----------------------- | ----------------------- | ----------------------- | ----------------------- |
|                         | 1864                    | 1878                    | 1890                    | 1900                    | 1911                    | 1920                    | 1930                    | 1940                    | 1950                    | 1960                    | 1970                    | 1981                    | 1991                    | 2001                    | 2011                    |
| Total                   | 328                     | 324                     | 354                     | 374                     | 414                     | 468                     | 479                     | 510                     | 479                     | 509                     | 476                     | 401                     | 334                     | 229                     | 178                     |

| 0-14 anos | 15-24 anos | 25-64 anos | 65 e + anos |
| 20 \| 12  | 30 \| 9    | 101 \| 92  | 78 \| 65    |
| -40%      | -70%       | -9%        | -17%        |

## Património
- Igreja da Divina Pastora (matriz)
- Igreja de São Romão (estilo românico) -  Edifício Classificado como Espaço Cultural  nº 1004, nos termos do P.D.M. aprovado por Resolução do Conselho de Ministros nº 121/97 ( Diário de República nº 169, I série-B, de 24-07-1997)
- Capela de Santo António
- Ermida de Nossa Senhora da Nazaré
- Ponte romana
- Pontão da Amália
- Forno comunitário
- Moinhos de água
- Lugar do Penedo
- Alminhas Corte-Muro

## Personalidades
- António de Almeida Santos, ministro em vários Governos do pós 25 de Abril, ex-presidente da Assembleia da República e também do Partido Socialista português.

Nasceu na freguesia de Cabeça, concelho de Seia, em 15 de Fevereiro de 1926. Concluiu o curso de Direito na Universidade de Coimbra em 1950. Exerceu advocacia (1953-1974) em Lourenço Marques (Moçambique). Deputado pelo Partido Socialista desde 1975, foi Ministro da Coordenação Interterritorial ( 1974-1975), Ministro da Comunicação Social (1976-1977), Ministro da Justiça (1977-1978), Ministro Adjunto do Primeiro Ministro (1978), Ministro de Estado e Ministro para os Assuntos Parlamentares (1983-1985). Foi lider do Grupo Parlamentar do PS entre 1991 e 1994. Foi Presidente da Assembleia da República desde 1995 até Março de 2002. Faleceu em 18 de janeiro de 2016. Foi sepultado em Vide (Seia).

## Primeira Aldeia Led de Portugal
Cabeça tem o título de "Primeira aldeia Led de Portugal" por ter sido a primeira a substituir a iluminação pública tradicional por tecnologia Led, em 2011, reduzindo a emissão de CO2 para a atmosfera, reduzindo a fatura energética, reduzindo a produção de materiais para reciclagem e diminuindo o aquecimento global.

## Cabeça, Aldeia Natal
Um dos eventos com maior notoriedade da aldeia tem o título de "Cabeça, Aldeia Natal": anualmente, na época natalícia (de Dezembro a Janeiro) os habitantes decoram as ruas e casas da aldeia com motivos natalícios à base de materiais recicláveis,  excedentes da natureza  (giestas, cascas, paus, musgo, desperdícios de lã, etc) iluminados com luz led. E fazem-no com muito amor e uma criatividade invulgar, trazendo à aldeia milhares de visitantes. 
Com o apoio da ADIRAM no âmbito do projeto Aldeias de Montanha, o evento Cabeça, Aldeia Natal faz as delícias das crianças e dos adultos. Durante o evento, os habitantes abrem as suas portas aos visitantes, confecionando comida, petiscos tradicionais e peças de artesanato. Simultaneamente, a aldeia é inundada por grupos de música tradicional e grupos de crianças com cantares natalícios, fazendo desta aldeia um lugar de sonho.

## Música tradicional
Esta aldeia possui um grupo de música tradicional chamado Balancé da Cabeça. Foi criado em 1 de Janeiro de 2011. É composto por 15 pessoas. Utiliza instrumentos tradicionais (concertina, viola, cavaquinhos, flauta, adufe, pandeireta, bombo, etc). Canta temas populares com particular incidência na tradição local e tem várias composições da sua autoria. O seu currículo já ultrapassou uma centena de atuações, sendo várias com transmissão direta nas TVs portuguesas e, também, nas rádios locais. 